# Корнелия Сизена
Вижте пояснителната страница за други личности с името Корнелия.
Корнелия Сизена (на латински: Cornelia Sisenna) е римлянка от 1 век пр.н.е. и 1 век.

## Биография
Произлиза от клон Сизена на фамилията Корнелии. Тя е съпруга на Тит Статилий Тавър I, генерал при Октавиан, суфектконсул 37 пр.н.е., консул 26 пр.н.е., градски префект в Рим от 16 пр.н.е. до 10 пр.н.е.
През 29 пр.н.е. година Статилий издига на Марсово поле в Рим един каменен амфитеатър, наречен Амфитеатър на Статилий Тавър.

## Деца
Тя е майка вероятно на:
- Тит Статилий Тавър II, най-възрастният син; monetalis, умира преди да стане консул
  - Сизена Статилий Тавър (консул 16 г.)
  - Тит Статилий Тавър III (консул 11 г.)
- Статилия Л. Пизонис, която се омъжва за Луций Калпурний Пизон Авгур (консул 1 пр.н.е.).